# 勞倫斯縣 (喬治亞州)
勞倫斯縣（英語：Laurens County）是美國喬治亞州中南部的一個縣。面積2,120平方公里。根据美國2000年人口普查，共有人口44,874人。2005年人口46,896人。縣治都柏林（Dublin）。
成立於1807年12月10日。縣名紀念美國獨立戰爭時期軍人約翰·勞倫斯（John Laurens）。